# Động đất và sóng thần Quần đảo Solomon 2013
Động đất và sóng thần Quần đảo Solomon 2013 (tiếng Anh: 2013 Solomon Islands earthquake) là trận siêu động đất xảy ra vào lúc 12:12 (SBT), ngày 7 tháng 2 năm 2013. Trận động đất có cường độ 8.0 richter, tâm chấn độ sâu khoảng 24 km. Động đất đã gây ra sóng thần lớn lên đến 11 m. Hậu quả trận động đất đã làm 10 người chết, 6 người mất tích, 15 người bị thương.